# Asistence (lední hokej)

Modrý hráč napravo si připisuje asistenci po nahrání na gól svému spoluhráčovi.

Asistence je v ledním hokeji přihrávka z níž dá příjemce přihrávky branku. Ve statistikách se evidují i takzvané druhé asistence, což jsou přihrávky, které přijímají hráči přihrávající střelci branky. Za první i druhou asistenci se hráči připisuje jeden kanadský bod. Pro připsání asistence stačí pokud hráč puk mířící ke střelci branky tečuje a nebo se ho jinak dotkne. Hráč si připisuje asistenci i v případě, že se ke střelci branky puk odrazí od brankáře (v případě, že ten nemá puk pevně pod kontrolou). V případě, že se střelec branky dotkne puku jako první hráč svého týmu nebo puk získá od protihráče, nejsou uděleny žádné asistence.